# Piet de Visser
Piet de Visser (Oost- en West-Souburg, 23 de setembro de 1934) é um olheiro e ex-treinador e futebolista neerlandês. 

## Carreira
Após defender durante alguns anos equipes de pouca expressão como atleta, de Visser decidiu iniciar sua carreira como treinador. Seu primeiro trabalho foi como assistente no Sparta Roterdã. Tendo como treinador principal Denis Neville, de Visser passaria seis temporadas na função, as últimas grandes temporadas do clube no futebol, quando conquistou seu sexto e último título neerlandês, além de três Copas dos Países Baixos (duas enquanto de Visser estava no clube), tendo deixando o Sparta juntamente com Neville.
Tendo Neville assumido o comando da Seleção Neerlandesa, de Visser seguiu seu próprio caminho e aceitou comandar o DFC. Neste, faria seu primeiro grande trabalho, quando em sua primeira temporada, conquistaria o título da Tweede Divisie. Permaneceria ainda mais uma temporada, quando assumiu o comando do Telstar. Permaneceria durante três temporadas, não obtendo grandes resultados, sendo o de maior expressão a décima primeira posição em sua segunda temporada na liga.
Deixaria o clube e retornaria para mais duas temporadas no DFC, mas dessa vez sem grandes resultados. Acabaria indo para o De Graafschap, onde comandaria um zagueiro mediano chamado Guus Hiddink. Permaneceria duas três temporadas no clube, conseguindo em sua segunda o acesso para a Eredivisie e, na temporada seguinte manteria o clube na elite neerlandesa, tendo terminado em uma décima quarta posição.
Rumaria em seguida para o NEC Nijmegen que estava na segunda divisão. Terminaria em sua primeira temporada com o título da Eerste Divisie e, na temporada seguinte consegueria um sétimo lugar. Em seguida, se transferiu para o vizinho futebol belga, acertando com o Molenbeek, onde acabaria por ficar apenas uma temporada, retornando em seguida para seu país.
Ficaria uma temporada parado, até acertar com o Den Haag. Em suas duas temporadas, conseguiu um sétimo e décimo lugares, respectivamente. Deixou o clube e acertou com o Roda JC. Dessa vez, em três temporadas, de Visser obteria como melhor resultado um sexto lugar em sua última temporada no comando do clube. Após deixar o Roda, assinou contrato com o AZ Alkmaar, que viveria grandes momentos no futebol poucos anos antes, mas que não renderiam nenhum título durante sua passagem.
de Visser ainda teria mais duas experiências como treinador: a primeira, no comando do Willem II, onde permaneceria durante cinco temporadas, tendo retornado após deixar o clube para permanecer mais alguns meses. No Willem, que levaria para a primeira divisão, obteria seu melhor resultado na Eredivisie, quando conseguiu um quarto lugar, se classificando para uma Copa da UEFA. Por último, treinaria o NAC Breda, também durante poucos meses, quando encerrou sua carreira devido a problemas cardíacos, tendo passado por cinco cirurgias desde então.
Após se aposentar como treinador, virou olheiro do PSV Eindhoven. de Visser seria responsável por trazer diversos atletas para o clube, como os brasileiros Romário, Ronaldo, Alex, Gomes, o peruano Jefferson Farfán e o húngaro Balázs Dzsudzsák. Outro brasileiro, Adriano, também estaria nesta lista, mas acabaria sendo preterido pelo treinador do clube na época, o belga Eric Gerets.
Desde 2005, também exerce a função de olheiro do Chelsea, sendo conselheiro pessoal de Roman Abramovich. Seu primeiro trabalho no clube fora trazer o neerlandês Arjen Robben justamente do PSV. Guus Hiddink, que fora seu jogador durante sua passagem pelo De Graafschap foi recomendado por de Visser para o cargo de treinador da Seleção Russa. Também seria responsável pela contratação de Frank Arnesen como diretor do clube, o qual José Mourinho era contra.
de Visser recomendaria a Arnesen como primeiras contratações o nigeriano John Obi Mikel e o marfinense Salomon Kalou. A partir de então, juntamente com Arnesen, entraria em confronto com Mourinho sobre a política de transferência, com os dois supostamente recomendando o retorno de Alex para resolver os problemas defensivos do clube. Mourinho teria preferência pela contratação do neerlandês Khalid Boulahrouz. de Visser ainda fora responsável pela criação de uma academia no Chelsea no mesmo modelo do PSV, além da demissão do brasileiro Luiz Felipe Scolari e a indicação de Hiddink para substituí-lo.